# Dorstenia gigas
Dorstenia gigas, maleno sukulentno stablo iz porodice dudovki. Endem je s otoka Sokotra koje se nalazi na ulazu u Adenski zaljev. Naraste do visine od nešto više od jednog metra, a isto toliko može biti i široko. Kora mu je veoma tanka, a kad se zareže pušta bijeli sok.
Ne zahtijeva nikakvo zemljano tlo, nego raste na golim stijenama.
D. gigas visoko je na cijeni zbog svoje neobične ljepote. Rijetko proizvodi sjeme, ali se može razmnožavati reznicama. Le Jardin Naturel 2008. godine dobio je prvo sjeme nakon dugo godina čekanja.